# Morske lasice
Morske lasice (lat. Hemigaleidae), porodica morskih pasa iz reda kučkova (Carcharhiniformes) kojoj pripada 4 roda s 8 vrsta. Žive uz obalu u tropskim podrućjima istočnog Atlantika, Indijskom oceanu i zapadnom Pacifiku.
To su manji morski psi od kojih je najduži Hemipristis elongata, koji naraste maksimalno 240 cm.

## Rodovi:
1. Chaenogaleus Gill, 1862
2. Hemigaleus Bleeker, 1852
3. Hemipristis Agassiz, 1843
4. Paragaleus Budker, 1935